# Víctor Aristizábal
Víctor Hugo Aristizábal Posada (Medellín, 9 de dezembro de 1971) é um ex-futebolista colombiano que atuava como atacante. Maior artilheiro da história do futebol colombiano, com cerca de 350 gols marcados durante a carreira, também é o maior artilheiro da história do Atlético Nacional, clube onde deu seus primeiros passos. É altamente reconhecido pelos torcedores por conta do seu espírito de liderança e pelo seu amor ao clube. Aristizábal já declarou, por diversas vezes, que este é o clube que mais ama, pois dedicou a maioria da sua carreira pelo Atlético Nacional. Já no Brasil, o jogador fez parte do histórico time de 2003 do Cruzeiro, no qual ajudou a conquistar a tríplice coroa.
Vestindo a camisa da Seleção Colombiana, o atacante disputou as Copas do Mundo de 1994, nos Estados Unidos, e de 1998, na França, além de ser campeão e artilheiro da Copa América de 2001, realizada em seu país natal.

## Carreira

### Clubes
Iniciou sua carreira no Atlético Nacional, clube de Medellín (sua cidade natal), onde jogou de 1990 até 1996, tendo uma curta passagem pelo Valencia em 1994. Pelo Atlético, venceu três vezes o Campeonato Colombiano, e em seguida iniciou sua trajetória no futebol brasileiro. Jogou por São Paulo e Santos, antes de retornar ao Atlético Nacional por mais duas temporadas e depois o Deportivo Cali.
Retornou ao Brasil no ano de 2002, agora para jogar pelo Vitória, onde fez dupla de ataque com André, marcando, juntos, mais de 60 gols na temporada. Pelo Campeonato Brasileiro daquele ano, foram 10 gols marcados pelo atacante colombiano. Apesar do curto período que permaneceu no rubro-negro baiano, cerca de 11 meses, Aristizábal é lembrado até os dias de hoje como um dos ídolos recentes da torcida do Vitória.
Para a temporada 2003, foi contratado pelo Cruzeiro, onde fez uma temporada memorável. Nesse ano, foi campeão mineiro, da Copa do Brasil e do Campeonato Brasileiro, sendo um dos artilheiros e principais jogadores do time. Dentre seus principais gols, é possível destacar o gol antológico de cabeça contra o Flamengo pelo segundo jogo da final da Copa do Brasil, além dos seus três gols (um no turno e dois no returno) contra o Santos pelo Brasileirão — o Peixe viria a ser o vice-campeão brasileiro.
No ano de 2004 foi para o Coritiba, onde foi campeão paranaense no mesmo ano. Em 2005 voltou novamente a defender o clube que o projetou, o Atlético Nacional, onde encerrou a carreira em novembro de 2007, após sofrer uma grave lesão no joelho esquerdo.

### Seleção Colombiana
Entre 1993 e 2003, ele disputou 66 partidas e marcou 15 gols pela Seleção Colombiana, sendo também um dos maiores artilheiros da seleção de seu país. Ele foi reserva na Copa do Mundo de 1994, mas não foi utilizado, porém participou de três jogos na Copa do Mundo de 1998. Também disputou a Copa América nas edições de 1993, 1995 e 2001, onde a Colômbia sagrou-se campeã, as Eliminatórias da Copa do Mundo de 2002, a Copa das Confederações de 2003 e as Eliminatórias para a Copa do Mundo de 2006, onde durante um jogo contra a Seleção Brasileira, Aristizábal anunciou oficialmente sua aposentadoria da Seleção Colombiana.

## Títulos
Atlético Nacional
- Copa Interamericana: 1990 e 1995
- Campeonato Colombiano: 1991, 1994, 2005 e 2007
- Copa Merconorte: 2000

São Paulo
- Campeonato Paulista: 1998

Santos
- Copa CONMEBOL: 1998

Vitória
- Campeonato Baiano: 2002

Cruzeiro
- Campeonato Mineiro: 2003
- Copa do Brasil: 2003
- Campeonato Brasileiro: 2003

Coritiba
- Campeonato Paranaense: 2004

Seleção Colombiana
- Copa América: 2001